# Nicéphore Mélissène
Nicéphore Mélissènos (grec : Νικηφόρος Μελισσηνός ; né vers 1045, mort le 17 novembre 1104) fut l'un des nombreux généraux byzantins du XIe siècle qui tenta de s'emparer du trône. Il sert comme gouverneur et général dans les Balkans et en Asie mineure dans les années 1060. Lors de la période troublée qui suit la bataille de Mantzikert en 1071, plusieurs généraux tentent de s'emparer du trône. Mélissène reste loyal à Michel VII Doukas et est exilé par Nicéphore III Botaniatès, le successeur de Michel VII. En 1080-1081, il s'empare avec l'aide des Turcs des territoires d'Asie mineure encore byzantins et usurpe le titre impérial. Toutefois, après la révolte de son beau-frère Alexis Ier Comnène qui parvient à s'emparer de Constantinople, il se soumet et accepte le rang de césar : le nouvel empereur lui confie le gouvernorat de Thessalonique. Par la suite, il participe à la plupart des campagnes byzantines lors de la période 1081-1095 dans les Balkans aux côtés de l'empereur. Il meurt le 17 novembre 1104.

## Biographie

### Origine et début de carrière
Nicéphore Mélissène est probablement né aux alentours de 1045 à Dorylée où sa famille, les Mélissène, possède de vastes propriétés. Il est d'ascendance aristocratique par ses deux parents. Son père est issu de la famille des Bourtzès et sa mère de l'illustre famille des Mélissène qui remonte au VIIIe siècle et a fourni de nombreux généraux. Nicéphore se marie avec Eudocie Comnène, la seconde fille du domestique des Scholes Jean Comnène et d'Anne Dalassène. C'est aussi la sœur du futur empereur byzantin Alexis Ier Comnène. Nicéphore et Eudocie ont au moins un fils connu du nom de Jean Comnène,.
Vers les années 1060, Mélissène est élevé au rang de magistrat et obtient le poste de gouverneur (doux) de Triaditza (aujourd'hui Sofia). En 1070, il rejoint l'armée dirigée par son beau-frère, le protostrator Manuel Comnène, lors d'une campagne contre les Seldjoukides. Cette campagne est un échec à la suite d'une défaite à Sébastée. Mélissène et Manuel Comnène sont capturés par un chef turc connu par les Byzantins sous le nom de Chrysoskoulos. Néanmoins, Manuel parvient à persuader ce dernier de passer au service des Byzantins.
Lors de la rébellion du stratège des Anatoliques Nicéphore Botaniatès en octobre 1077, Mélissène reste loyal à Michel VII. Ce dernier le récompense en le nommant au poste de Botaniatès. Toutefois, après la victoire de ce dernier et son entrée dans Constantinople en avril 1078, Mélissène est exilé sur l'île de Kos.

### Rébellion
À l'automne 1080, Mélissène quite Kos et retourne en Asie mineure. Là, il parvient à obtenir le soutien de la population locale et recrute de nombreux Turcs comme mercenaires. Une par une, les cités de l'ouest et du centre de l'Asie mineure lui ouvrent leurs portes. Des garnisons turques y sont alors installées. Botaniatès tente d'envoyer Alexis Comnène réprimer la rébellion. Alexis vient en effet de vaincre la révolte de Nicéphore Bryenne et de Nicéphore Basilakios. Toutefois, il refuse de prêter main-forte à l'empereur. En février 1081, les troupes de Mélissène prennent Nicée où il est acclamé comme empereur avant de vaincre une armée loyaliste dirigée par l'eunuque Jean,.
En mars 1081, Mélissène positionne son armée à Damalis, sur la rive asiatique du Bosphore. Là, il reçoit des nouvelles l'informant de la révolte des Comnène contre Botaniatès et la proclamation d'Alexis comme empereur. Il envoie des lettres à ce nouveau parti et propose la division de l'autorité sur le territoire impérial entre les Balkans qui resteraient aux mains des Comnène et l'Asie mineure qui passerait sous son contrôle. Malgré tout, il insiste sur le fait que l'empire doit rester uni. Les Comnène lui répondent en lui proposant le titre de césar (la deuxième dignité la plus importante de l'empire après le titre d'empereur) et la place de gouverneur de Thessalonique, la deuxième cité la plus importante de l'empire, s'il se soumet à eux. Mélissène refuse d'abord cette offre, mais alors que les Comnène sont sur le point de prendre Constantinople et pourraient refuser de faire de futures concessions, il finit par accepter.
Au même moment, l'empereur Botaniatès tente d'empêcher la chute de la capitale aux mains des Comnène en cherchant Mélissène et en lui proposant d'entrer dans la cité et d'assumer l'autorité impériale. Toutefois, le messager de l'empereur est bloqué par Georges Paléologue et ne peut atteindre Mélissène. Le 8 avril 1081, Constantinople tombe aux mains d'Alexis Comnène et Mélissène entre aussi dans la ville. Conformément à sa promesse, Alexis Ier l'élève au statut de césar et lui confie le poste de gouverneur de Thessalonique, tout en lui allouant les revenus de la ville. Toutefois, au même moment, Alexis élève son frère Isaac Comnène à la nouvelle dignité de sébastocrator, supérieure à celle de césar,.
Cet acte de soumission est unique parmi les nombreux rebelles de cette époque et met en lumière les raisons du soulèvement de Mélissène selon l'historien Jean-Claude Cheynet. Ce dernier pense que Mélissène était plus intéressé par la sauvegarde des territoires asiatiques de l'empire soumis aux raids des Turcs. Ainsi, quand Alexis lui donne Thessalonique et les terres alentour (qu'il redistribue ensuite à ses amis comme la famille Bourtzès), il abandonne toute prétention sur le trône byzantin.
Malgré la fin de la révolte de Mélissène, celle-ci laisse des traces profondes. En effet, les villes qu'il a occupées et qu'il a dotées de garnisons turques en Ionie, Phrygie, Galatie et Bythinie restent aux mains de leurs nouveaux « défenseurs ». Ainsi, en étant directement impliqués comme mercenaires et alliés dans les luttes de pouvoir byzantines (notamment celles de Botaniatès et de Mélissène en gardant différentes cités pour l'un ou pour l'autre), les Turcs complètent leur mainmise « en douceur » sur l'Anatolie centrale et occidentale.

### Au service d'AlexisIer
Mélissène continue de servir loyalement Alexis Ier durant le reste de sa vie. À l'automne 1081, il marche aux côtés d'Alexis lors de sa campagne contre les Normands de Robert Guiscard. Lors de la bataille de Dyrrachium, qui se termine en défaite écrasante pour les Byzantins, Nicéphore Mélissène commandait l'aile droite de l'armée,.
Lors de la campagne de 1083 en Thessalie contre les Normands qui assiègent Larissa, Mélissène est utilisé par Alexis comme la clé de voûte d'une ruse. L'empereur lui donne l'insigne impériale et un détachement de l'armée que Bohémond attaque en pensant avoir affaire à la force principale byzantine du fait de la présence de l'insigne. Pendant que les Normands poursuivent les hommes de Mélissène, Alexis et l'armée principale prennent et pillent le camp normand, ce qui contraint Bohémond à abandonner le siège et à se replier.
Mélissène combat aux côtés d'Alexis lors de la bataille de Dristra (à la fin août 1087) contre les Petchénègues. Il commande alors l'aile gauche byzantine. La bataille résulte en une lourde défaite pour les Byzantins et Mélissène est fait prisonnier comme de nombreux autres Byzantins avant que l'empereur ne paie leurs rançons quelque temps plus tard. Lors du printemps 1091, Mélissène est envoyé à Ainos pour recruter des soldats parmi les Bulgares et les Valaques. Occupé par cette mission, il ne rejoint pas l'armée impériale à temps pour assister à la victoire écrasante des Byzantins contre les Petchénègues lors de la bataille de la colline de Lebounion le 29 avril, car il arrive le lendemain.
Plus tard dans la même année, il participe au conseil familial de Philippopolis qui examine les accusations de conspiration contre Jean Comnène, le doux de Dyrrachium, par l'archevêque d'Ohrid Théophylacte. Le conseil dégénère en une querelle familiale lors de laquelle le père de Jean, le sébastokrator Isaac accuse Mélissène et Adrien Comnène de diffamer son fils mais finalement, Alexis rejette les charges.
Il est mentionné pour la dernière fois dans l'Alexiade d'Anne Comnène, dans les passages relatant la campagne de 1095 contre les Coumans : Nicéphore Mélissène, Georges Paléologue et Jean Tarônitès sont chargés de la défense de Béroé (aujourd'hui Stara Zagora), cible de nombreuses attaques des Coumans. Il meurt le 17 novembre 1104.